# Vicent Escrig Peris
Vicent Escrig Peris (Llíria, 9 de novembre de 1958) és un activista cultural i polític valencià, diputat a les Corts Valencianes en la VII Valenciana.
Llicenciat en dret a la Universitat de València. Ha estat secretari del Club Bàsquet Llíria, vicepresident de la Unió Musical de Llíria, vicepresident i el 1998 president de la Federació de Societats Musicals de la Comunitat Valenciana. És director de la Casa de la Cultura de l'Alfàs del Pi.
Militant del PSPV-PSOE des del 1985, a les eleccions municipals espanyoles de 1983 fou escollit regidor de l'ajuntament de Llíria, càrrec que ha ocupat fins al 2009, quan renuncià per motius professionals. De 2003 a 2007 fou portaveu del grup socialista-Bloc.
També fou elegit diputat a les eleccions a les Corts Valencianes de 2003. De 2003 a 2007 ha estat secretari de la Comissió de Control de l'Actuació de la RTVV i Societats que en depenen.